# Krohnenberg
Der Krohnenberg ist eine 385,6 Meter hohe Erhebung im Norden des Großröhrsdorfer Ortsteils Hauswalde im sächsischen Landkreis Bautzen.

## Natur und Umwelt
Gemeinsam mit dem benachbarten Kesselberg bildet der Krohnenberg die naturräumliche Einheit Krohnenberg-Kesselberg-Rücken. Dieser Rücken markiert die südliche Grenze des Nordwestlausitzer Berglandes, welches wiederum einen Teil des  Westlausitzer Hügel- und Bergland darstellt.
Am südlichen Ausläufer des Krohnenberges entspringt der Hauswalder Bach.

## Ehemaliger Bergbau
Beim Pflügen seiner Ackerflächen am Krohnenberg brach im Herbst 1903 ein ortsansässiger Bauer namens Mager mitsamt seinen Zugtieren in ein sich plötzlich auftuendes Erdloch ein. Nachdem er und die Tiere gerettet wurden, entdeckte man bei der Untersuchung des Erdeinbruchs eine historische Leiter und eine sechs Meter lange Holzrinne. Der Einbruch wurde bis in eine Tiefe von zwölf Metern beräumt, dabei kamen zwei ehemalige, eingefallene Bergwerksstollen zum Vorschein. Was genau in den Stollen am Krohnenberg abgebaut wurde und bis wann der Bergbau betrieben wurde, ist nicht sicher überliefert. Im Wäldchen auf der Bergkuppe sind bis heute Reste von Halden zu sehen, die vor allem Zweiglimmergranodiorit und quarzhaltiges Gestein enthalten. Außerdem sind die Überreste von Schachtpingen zu finden.

## Sonstiges
Die Bezeichnung Krohnenberg beruht wahrscheinlich auf der historischen Benennung als Kranichberg. Der Name änderte sich von Kranich- über Krahnen- zu Krohnenberg. Kro(h)nenberg war außerdem ehemals ein eigenständiger Ortsteil der Gemeinde Hauswalde.